# Teletrece
Teletrece ist die Hauptnachrichtensendung des chilenischen Fernsehsenders Canal 13 und wird täglich um 21:00 Uhr ausgestrahlt. Sie wurde offiziell am 1. März 1970 erstmals ausgestrahlt und ist damit die älteste noch bestehende Nachrichtensendung im chilenischen Fernsehen.

## Moderatoren

### Woche
- Constanza Santa Maria (2005–2007; 2010–2012; 2014–).[2]
- Ramón Ulloa (2011–).[3]

### Wochenenden und Sondersendungen
- Iván Valenzuela (2009–2012; 2014–).
- Antonio Quinteros (2010–).
- Carolina Urrejola (2010–).
- Paulo Ramírez (2010–).
- Cristina González (2013–).
- Álvaro Paci (2013–).
- Alfonso Concha (2014–).